# Бирон (Атлантски Пиринеји)
Бирон (фр. Biron) насеље је и општина у југозападној Француској у региону Аквитанија, у департману Атлантски Пиринеји која припада префектури По.
По подацима из 2011. године у општини је живело 607 становника, а густина насељености је износила 151,75 становника/km². Општина се простире на површини од 4 km². Налази се на средњој надморској висини од 76 метара (максималној 171 m, а минималној 57 m).

## Демографија
| 1962. | 1968. | 1975. | 1982. | 1990. | 1999. | 2011. |
| ----- | ----- | ----- | ----- | ----- | ----- | ----- |
| 391   | 405   | 437   | 486   | 529   | 505   | 607   |

График промене броја становника у току последњих година